# 香港小劇場獎
香港小劇場獎（英文：The Hong Kong Theatre Libre）由「101藝術新聞網」（101arts.net）創辦，於2009年舉行首屆頒獎禮，是香港舞台劇獎以外另一個與香港戲劇有關的獎項，其創辦目的旨在推動香港本地戲劇，支持本地小劇場發表作品。
以下是此獎項之常設項目：
- 最佳劇本
- 最佳導演
- 最佳男主角
- 最佳女主角
- 最佳舞台效果
- 最佳整體演出

## 劇目計算機制
小劇場獎的參選期按香港特別行政區的財政年度計算；劇目的參選資格以香港的較小規模的演出場地作出釐定如下：
- 康樂及文化事務署屬下文娛廳、展覽廳、黑盒劇場
- 牛棚藝術村小劇場
- 香港藝穗會劇場
- 香港藝術中心麥高利小劇場
- 香港演藝學院實驗劇場
- 香港話劇團黑盒劇場
- 賽馬會創意藝術中心黑盒劇場

及各藝團排練場地等。
獎項經由評審委員選出提名及候選名單，再交由會計師點票，繼而公佈結果。
所有評審員皆不能提名或投票給自己、其所屬之藝團及其參與的製作，以示公允。

## 提名及得獎名單

### 第一屆 (2008-2009)
首屆香港小劇場獎在2009年5月7日假座香港演藝學院舉行。年內本地公演劇目逾二百齣，近半在小劇場發表，其中11齣入圍角逐八個香港小劇場獎。
評審員：曲飛（召集人）、丁羽、陳國慧、陳敏斌、張振中、丁家湘、周淑屏、張可堅、蔡錫昌、余振球、陳桂芬、張秉權、羅靜雯
| 獎項         | 候選名單 （得獎者以粗體綠底表示，並附有^號） | 劇目                     | 製作單位         | 頒獎嘉賓 |
| ------------ | -------------------------------------------- | ------------------------ | ---------------- | -------- |
| 最佳劇本     | 集體編作^                                    | 《卡夫卡的七個箱子》     | 愛麗絲劇場實驗室 | 林克歡   |
| 最佳劇本     | 張飛帆                                       | 《難忘郁達夫》           | 楚城             | 林克歡   |
| 最佳劇本     | 何敏文                                       | 《殺那愛》               | R&D劇場          | 林克歡   |
| 最佳劇本     | 譚孔文                                       | 《虎豹別野》             | 香港話劇團       | 林克歡   |
| 最佳導演     | 陳恆輝^                                      | 《卡夫卡的七個箱子》     | 愛麗絲劇場實驗室 | 許鞍華   |
| 最佳導演     | 余振球                                       | 《少年梵高的煩惱》       | 劇場空間         | 許鞍華   |
| 最佳導演     | 鄧樹榮                                       | 《一拍兩散偷錯情》       | 香港演藝學院     | 許鞍華   |
| 最佳男主角   | 陳康                                         | 《殺那愛》               | R&D劇場          | 張秉權   |
| 最佳男主角   | 白耀燦                                       | 《搭檯》                 | 影話戲           | 張秉權   |
| 最佳男主角   | 李鎮洲^                                      | 《審判胡志明》           | 香港藝穗會       | 張秉權   |
| 最佳男主角   | 盧智燊                                       | 《少年梵高的煩惱》       | 劇場空間         | 張秉權   |
| 最佳女主角   | 布韻婷                                       | 《少年梵高的煩惱》       | 劇場空間         | 毛俊輝   |
| 最佳女主角   | 黎玉清                                       | 《愛在加州瘟疫時》       | 一條褲製作       | 毛俊輝   |
| 最佳女主角   | 陳瑞如^                                      | 《卡夫卡的七個箱子》     | 愛麗絲劇場實驗室 | 毛俊輝   |
| 最佳男配角   | 蘇廸輝^                                      | 《愛在加州瘟疫時》       | 一條褲製作       | 李明珍   |
| 最佳女配角   | 陳沛銣^                                      | 《少年梵高的煩惱》       | 劇場空間         | 陳國慧   |
| 最佳舞台效果 | 《卡夫卡的七個箱子》^                        | 《卡夫卡的七個箱子》^    | 愛麗絲劇場實驗室 | 邱誠武   |
| 最佳舞台效果 | 《神話江湖》                                 | 《神話江湖》             | 中英劇團         | 邱誠武   |
| 最佳舞台效果 | 《第三帝國的恐懼和苦難》                     | 《第三帝國的恐懼和苦難》 | 愛麗絲劇場實驗室 | 邱誠武   |
| 最佳舞台效果 | 《少年梵高的煩惱》                           | 《少年梵高的煩惱》       | 劇場空間         | 邱誠武   |
| 最佳整體演出 | 《卡夫卡的七個箱子》^                        | 《卡夫卡的七個箱子》^    | 愛麗絲劇場實驗室 | 鍾景輝   |
| 最佳整體演出 | 《虎豹別野》                                 | 《虎豹別野》             | 香港話劇團       | 鍾景輝   |
| 最佳整體演出 | 《第三帝國的恐懼和苦難》                     | 《第三帝國的恐懼和苦難》 | 愛麗絲劇場實驗室 | 鍾景輝   |
| 最佳整體演出 | 《少年梵高的煩惱》                           | 《少年梵高的煩惱》       | 劇場空間         | 鍾景輝   |

### 第二屆 (2009-2010)
第二屆香港小劇場獎在2010年5月12日假座香港演藝學院舉行。年內本地公演劇目逾三百齣，近半在小劇場發表。
評審員：曲飛（召集人）、丁羽、陳國慧、陳敏斌、張振中、丁家湘、周昭倫、張可堅、蔡錫昌、余振球、陳桂芬、張秉權、Kevin Kwong
| 獎項         | 候選名單 （得獎者以粗體綠底表示，並附有^號） | 劇目                   | 製作單位                          | 頒獎嘉賓 |
| ------------ | -------------------------------------------- | ---------------------- | --------------------------------- | -------- |
| 最佳劇本     | 黃國鉅                                       | 《月季與薔薇》         | 天邊外劇場                        | 見註     |
| 最佳劇本     | 鄧智堅                                       | 《陳耀德與陳列室》     | 新域劇團                          | 見註     |
| 最佳劇本     | 鄭國偉                                       | 《車你好冇》           | 演戲家族                          | 見註     |
| 最佳劇本     | 滿道^                                        | 《只有香如故》         | 香港演藝學院                      | 見註     |
| 最佳導演     | 陳曙曦^                                      | 《月季與薔薇》         | 天邊外劇場                        | 冼杞然   |
| 最佳導演     | 陳麗珠                                       | 《乙城的四季》         | 進劇場                            | 冼杞然   |
| 最佳導演     | 譚孔文                                       | 《陳耀德與陳列室》     | 新域劇團                          | 冼杞然   |
| 最佳導演     | 梁永能                                       | 《莫札特之死》         | 拉闊劇團                          | 冼杞然   |
| 最佳男主角   | 紀文舜^                                      | 《母雞身上的刀子》     | 進劇場                            | 陳淑莊   |
| 最佳男主角   | 陳炳釗                                       | 《奧利安娜》           | 前進進戲劇工作坊                  | 陳淑莊   |
| 最佳男主角   | 陳仕文                                       | 《莫札特之死》         | 拉闊劇團                          | 陳淑莊   |
| 最佳女主角   | 何康汶、何健汶^                              | 《月季與薔薇》         | 天邊外劇場                        | 見註     |
| 最佳女主角   | 黎玉清                                       | 《非已得》             | 黃逸君 X 楊子欣 X 黎玉清 X 吳紹熙 | 見註     |
| 最佳女主角   | 蔡運華                                       | 《奧利安娜》           | 前進進戲劇工作坊                  | 見註     |
| 最佳女主角   | 文瑞興                                       | 《車你好冇》           | 演戲家族                          | 見註     |
| 優秀男演員   | 林鎮威                                       | 《加班吧！絕地任務！》 | 騎士創作                          | 見註     |
| 優秀男演員   | 邱頌偉                                       | 《39步》               | 鄧樹榮戲劇工作室                  | 見註     |
| 優秀男演員   | 趙浩然^                                      | 《車你好冇》           | 演戲家族                          | 見註     |
| 優秀男演員   | 蔡瀚億                                       | 《只有香如故》         | 香港演藝學院                      | 見註     |
| 優秀女演員   | 黃懿雯^                                      | 《侍女》               | 愛麗絲劇場實驗室                  | 見註     |
| 優秀女演員   | 黃雪文                                       | 《高兒．移動天后》     | 姊宮樂園                          | 見註     |
| 優秀女演員   | 陳煦莉                                       | 《標籤遊戲》           | 香港話劇團                        | 見註     |
| 優秀女演員   | 阮煒楹                                       | 《陳耀德與陳列室》     | 新域劇團                          | 見註     |
| 最佳舞台效果 | 《乙城的四季》                               | 《乙城的四季》         | 進劇場                            | 見註     |
| 最佳舞台效果 | 《貝克特的迴光與足跡》                       | 《貝克特的迴光與足跡》 | 愛麗絲劇場實驗室                  | 見註     |
| 最佳舞台效果 | 《喜靈州……分享夜》^                          | 《喜靈州……分享夜》^    | 劇場空間                          | 見註     |
| 最佳整體演出 | 《乙城的四季》                               | 《乙城的四季》         | 進劇場                            | 鍾景輝   |
| 最佳整體演出 | 《貝克特的迴光與足跡》                       | 《貝克特的迴光與足跡》 | 愛麗絲劇場實驗室                  | 鍾景輝   |
| 最佳整體演出 | 《奧利安娜》^                                | 《奧利安娜》^          | 前進進戲劇工作坊                  | 鍾景輝   |
| 最佳整體演出 | 《縛．愛》                                   | 《縛．愛》             | 香港演藝學院                      | 鍾景輝   |

註：頒獎嘉賓還有梅卓燕、張秉權、李明珍、馬永齡、區蕙蓮。

### 第三屆 (2010-2011)
第三屆香港小劇場獎在2011年5月11日假座香港演藝學院舉行。
評審員：曲飛（召集人）丁羽、陳國慧、陳敏斌、張振中、丁家湘、周昭倫、區凱聲、蔡錫昌、余振球、陳桂芬、張秉權、Kevin KWONG
| 獎項         | 候選名單 （得獎者以粗體綠底表示，並附有^號） | 劇目                         | 製作單位           | 頒獎嘉賓 |
| ------------ | -------------------------------------------- | ---------------------------- | ------------------ | -------- |
| 最佳劇本     | 何綺微                                       | 《愛情山手線》               | 影話戲             | 見註     |
| 最佳劇本     | 陳炳釗^                                      | 《hamlet b.》                | 前進進戲劇工作坊   | 見註     |
| 最佳劇本     | 黃樹輝、方俊杰、陳焯威、黃呈欣               | 《三個麻甩一個騷》           | 三條友仔創作       | 見註     |
| 最佳劇本     | 劉浩翔                                       | 《美麗誘罪》                 | iStage             | 見註     |
| 最佳劇本     | 鍾燕詩                                       | 《我不是霍金》               | 新域劇團           | 見註     |
| 最佳導演     | 陳炳釗、張藝生^                              | 《hamlet b.》                | 前進進戲劇工作坊   | 鄧樹榮   |
| 最佳導演     | 趙堅堂                                       | 《女活祭》                   | 黑犬劇團           | 鄧樹榮   |
| 最佳導演     | 陳恆輝                                       | 《巴索里尼的一千零一個夜晚》 | 愛麗絲劇場實驗室   | 鄧樹榮   |
| 最佳導演     | 蔡錫昌                                       | 《哥本哈根》                 | 香港話劇圑、眾劇團 | 鄧樹榮   |
| 最佳導演     | 馮程程                                       | 《遠方》                     | 前進進戲劇工作坊   | 鄧樹榮   |
| 最佳女主角   | 吳鳳鳴                                       | 《我不是霍金》               | 新域劇團           | 馮浩賢   |
| 最佳女主角   | 鄭至芝                                       | 《美麗誘罪》                 | iStage             | 馮浩賢   |
| 最佳女主角   | 郭靜雯^                                      | 《愛情山手線》               | 影話戲             | 馮浩賢   |
| 最佳男主角   | 朱柏康                                       | 《hamlet b.》                | 前進進戲劇工作坊   | 見註     |
| 最佳男主角   | 白耀燦^                                      | 《哥本哈根》                 | 香港話劇圑、眾劇團 | 見註     |
| 最佳男主角   | 陳榮                                         | 《工廠皇后》                 | 俳優劇場           | 見註     |
| 優秀女演員   | 楊麗詩                                       | 《一夜歌．一夜情2011》       | 團劇團             | 梁家權   |
| 優秀女演員   | 江浩然                                       | 《深閨大宅》                 | 香港演藝學院       | 梁家權   |
| 優秀女演員   | 梁小冰^                                      | 《女活祭》                   | 黑犬劇團           | 梁家權   |
| 優秀女演員   | 何穎怡、江浩然、趙伊禕                       | 《血還血》                   | 香港演藝學院       | 梁家權   |
| 優秀男演員   | 黃譜誠                                       | 《一夜歌．一夜情2011》       | 團劇團             | 見註     |
| 優秀男演員   | 杜施聰^                                      | 《哥本哈根》                 | 香港話劇圑、眾劇團 | 見註     |
| 優秀男演員   | 李景昌                                       | 《學良事變》                 | 一條褲製作         | 見註     |
| 最佳舞台效果 | 《hamlet b.》                                | 《hamlet b.》                | 前進進戲劇工作坊   | 見註     |
| 最佳舞台效果 | 《巴索里尼的一千零一個夜晚》                 | 《巴索里尼的一千零一個夜晚》 | 愛麗絲劇場實驗室   | 見註     |
| 最佳舞台效果 | 《哥本哈根》^                                | 《哥本哈根》^                | 香港話劇圑、眾劇團 | 見註     |
| 最佳舞台效果 | 《學良事變》                                 | 《學良事變》                 | 一條褲製作         | 見註     |
| 最佳整體演出 | 《hamlet b.》^                               | 《hamlet b.》^               | 前進進戲劇工作坊   | 鍾景輝   |
| 最佳整體演出 | 《一夜歌．一夜情2011》                       | 《一夜歌．一夜情2011》       | 團劇團             | 鍾景輝   |
| 最佳整體演出 | 《哥本哈根》                                 | 《哥本哈根》                 | 香港話劇圑、眾劇團 | 鍾景輝   |
| 最佳整體演出 | 《學良事變》                                 | 《學良事變》                 | 一條褲製作         | 鍾景輝   |

註：頒獎嘉賓還有麥秋、鮑起靜、李明珍等。

### 第四屆 (2011-2012)
第四屆香港小劇場獎在2012年5月16日假座香港演藝學院舉行。年內本地公演劇目約四百齣，有近一半劇目在小劇場演出。
評審員：曲飛（召集人）、丁家湘、丁羽、余振球、區凱聲、張振中、張秉權、葉運強、蔡錫昌、陳國慧、陳桂芬、陳麗芬、Kevin KWONG
頒獎嘉賓：許曉暉、蘇玉華、周旭明、單仲偕、陳明朗、盧偉力、李明珍、鍾景輝
| 獎項         | 候選名單 （得獎者以粗體綠底表示，並附有^號） | 劇目                 | 製作單位                       |
| ------------ | -------------------------------------------- | -------------------- | ------------------------------ |
| 最佳劇本     | 胡境陽                                       | 《白色極樂商場漫遊》 | 新域劇團                       |
| 最佳劇本     | 意珩                                         | 《盛勢》             | 香港話劇團                     |
| 最佳劇本     | 劉浩翔                                       | 《20,000赫茲的說話》 | iStage                         |
| 最佳劇本     | 鄭國偉^                                      | 《最後晚餐》         | 香港話劇團                     |
| 最佳導演     | 陳曙曦^                                      | 《生死界》           | 天邊外劇團                     |
| 最佳導演     | 羅靜雯、陳敏斌                               | 《房間裡的女人》     | 影話戲                         |
| 最佳導演     | 鄧偉傑                                       | 《魂遊你左右》       | 同流                           |
| 最佳導演     | 梁菲倚、張藝生                               | 《潛水中》           | 香港話劇團、莫比斯圓環創作公社 |
| 最佳女主角   | 藍真珍                                       | 《文字幽靈》         | 赫墾坊劇團                     |
| 最佳女主角   | 雷思蘭^                                      | 《最後晚餐》         | 香港話劇團                     |
| 最佳女主角   | 羅靜雯                                       | 《房間裡的女人》     | 影話戲                         |
| 最佳男主角   | 李俊亮                                       | 《男人事、男人是……》 | （獨腳戲）                     |
| 最佳男主角   | 鄧偉傑                                       | 《魂遊你左右》       | 同流                           |
| 最佳男主角   | 劉守正^                                      | 《最後晚餐》         | 香港話劇團                     |
| 最佳男主角   | 陳敏斌                                       | 《房間裡的女人》     | 影話戲                         |
| 優秀女演員   | 羅秀慧                                       | 《女人蜜語》         | 陳桂芬工作室                   |
| 優秀女演員   | 陳桂芬^                                      | 《20,000赫茲的說話》 | iStage                         |
| 優秀女演員   | 謝月美                                       | 《女人蜜語》         | 陳桂芬工作室                   |
| 優秀男演員   | 王林                                         | 《生死界》           | 天邊外劇團                     |
| 優秀男演員   | 邱廷輝^                                      | 《盛勢》             | 香港話劇團                     |
| 最佳舞台效果 | 《魂遊你左右》^                              | 《魂遊你左右》^      | 同流                           |
| 最佳舞台效果 | 《生死界》                                   | 《生死界》           | 天邊外劇團                     |
| 最佳舞台效果 | 《房間裡的女人》                             | 《房間裡的女人》     | 影話戲                         |
| 最佳整體演出 | 《生死界》                                   | 《生死界》           | 天邊外劇團                     |
| 最佳整體演出 | 《最後晚餐》^                                | 《最後晚餐》^        | 香港話劇團                     |
| 最佳整體演出 | 《魂遊你左右》                               | 《魂遊你左右》       | 同流                           |

### 第五屆 (2012-2013)
第五屆香港小劇場獎在2013年5月8日假座香港演藝學院舉行。頒獎嘉賓包括靳埭強、閻惠昌、戴耀廷、韋佩文、陳國邦、鍾景輝。
評審員：曲飛（召集人）、丁羽、陳國慧、葉運強、張振中、丁家湘、陳麗芬、陳瑋鑫、小西、余振球、陳桂芬、張秉權、Kevin KWONG
| 獎項         | 候選名單 （得獎者以粗體綠底表示，並附有^號） | 劇目                      | 製作單位           |
| ------------ | -------------------------------------------- | ------------------------- | ------------------ |
| 最佳劇本     | 卓柏麟^                                      | 《康橋的告別式》          | Metro-Holik Studio |
| 最佳劇本     | 邱廷輝                                       | 《臭格》                  | 香港話劇團         |
| 最佳劇本     | 劉浩翔                                       | 《二度告白》              | iStage             |
| 最佳導演     | 陳恆輝^                                      | 《終局》                  | 愛麗絲劇場實驗室   |
| 最佳導演     | 陳焯威                                       | 《康橋的告別式》          | Metro-Holik Studio |
| 最佳導演     | 李鎮洲                                       | 《驚爆》                  | 前進進戲劇工作坊   |
| 最佳導演     | 陳麗珠                                       | 《伊人》                  | 香港演藝學院       |
| 最佳男主角   | 白耀燦                                       | 《終局》                  | 愛麗絲劇場實驗室   |
| 最佳男主角   | 陳淑儀^                                      | 《驚爆》                  | 前進進戲劇工作坊   |
| 最佳男主角   | 伍宇烈                                       | 《喃叱哆嘍呵》            | 香港話劇團         |
| 最佳女主角   | 吳鳳鳴                                       | 《妹妹與喵 - 日記不交換》 | 蘇菲舞台           |
| 最佳女主角   | 伍潔茵                                       | 《篤數帝國》              | 一條褲製作         |
| 最佳女主角   | 溫玉茹^                                      | 《驚爆》                  | 前進進戲劇工作坊   |
| 優秀男演員   | 梁智聰^                                      | 《終局》                  | 愛麗絲劇場實驗室   |
| 優秀男演員   | 梁浩邦                                       | 《驚爆》                  | 前進進戲劇工作坊   |
| 優秀男演員   | 林沛濂                                       | 《出口》                  | 中英劇團           |
| 優秀女演員   | 郭麗敏                                       | 《康橋的告別式》          | Metro-Holik Studio |
| 優秀女演員   | 黄安婷                                       | 《最後的越野賽》          | 劇場脈搏           |
| 優秀女演員   | 馮兆珊^                                      | 《我們之間》              | 創典舞台           |
| 優秀女演員   | 林娜                                         | 《期限》                  | 劇場工作室         |
| 最佳舞台效果 | 《終局》                                     | 《終局》                  | 愛麗絲劇場實驗室   |
| 最佳舞台效果 | 《驚爆》^                                    | 《驚爆》^                 | 前進進戲劇工作坊   |
| 最佳舞台效果 | 《傻姑娘與怪老樹》                           | 《傻姑娘與怪老樹》        | A2創作社           |
| 最佳舞台效果 | 《西夏旅館》                                 | 《西夏旅館》              | 前進進戲劇工作坊   |
| 最佳舞台效果 | 《是沙也是你和我》                           | 《是沙也是你和我》        | Metro-Holik Studio |
| 最佳整體演出 | 《驚爆》^                                    | 《驚爆》^                 | 前進進戲劇工作坊   |
| 最佳整體演出 | 《終局》                                     | 《終局》                  | 愛麗絲劇場實驗室   |
| 最佳整體演出 | 《康橋的告別式》                             | 《康橋的告別式》          | Metro-Holik Studio |

### 第六屆 (2013-2014)
第六屆香港小劇場獎在2014年5月7日假座香港演藝學院藝術長廊舉行。頒獎嘉賓包括吳美筠、傅月美、毛俊輝、朱耀明、陳家洛等。
評審員：曲飛（召集人）、丁羽、陳國慧、葉運強、張振中、丁家湘、陳麗芬、陳瑋鑫、小西、余振球、陳桂芬、張秉權、肥力、Kevin KWONG
| 獎項         | 候選名單 （得獎者以粗體綠底表示，並附有^號） | 劇目                             | 製作單位           |
| ------------ | -------------------------------------------- | -------------------------------- | ------------------ |
| 最佳劇本     | 潘詩韻                                       | 《漂流》                         | 前進進戲劇工作坊   |
| 最佳劇本     | 陳小東^                                      | 《垃圾》                         | BHT THEATRE        |
| 最佳劇本     | 鄭迪琪                                       | 《螢火》                         | 影話戲             |
| 最佳劇本     | 張飛帆                                       | 《危樓》                         | 香港話劇團         |
| 最佳導演     | 李鎮洲^                                      | 《漂流》                         | 前進進戲劇工作坊   |
| 最佳導演     | 薛海暉                                       | 《原塑》                         | 方外無式           |
| 最佳導演     | 馮兆章                                       | 《孤城劫》                       | 奭陞導演工作室     |
| 最佳男主角   | 張學良^                                      | 《原塑》                         | 方外無式           |
| 最佳男主角   | 鄧智堅                                       | 《拚死為出位》                   | 同流               |
| 最佳男主角   | 朱栢康                                       | 《拚死為出位》                   | 同流               |
| 最佳女主角   | 禤思敏^                                      | 《漂流》                         | 前進進戲劇工作坊   |
| 最佳女主角   | 陳秄沁                                       | 《原塑》                         | 方外無式           |
| 最佳女主角   | 梁依倩                                       | 《許三觀賣血記》                 | 同流               |
| 優秀男演員   | 陳永泉                                       | 《危樓》                         | 香港話劇團         |
| 優秀男演員   | 張銘耀                                       | 《囍雙飛》                       | 一路青空           |
| 優秀男演員   | 陳炳釗                                       | 《醜男子》                       | 前進進戲劇工作坊   |
| 優秀男演員   | 胡智健^                                      | 《耳搖搖》                       | 前進進戲劇工作坊   |
| 優秀女演員   | 歐珮瑩                                       | 《囍雙飛》                       | 一路青空           |
| 優秀女演員   | 蒙潔                                         | 《Rabbit Hole》                  | 李益聰製作         |
| 優秀女演員   | 郭翠怡^                                      | 《重遇在最後一天》               | Metro-Holik Studio |
| 優秀女演員   | 賴慰玲                                       | 《一切原本井井有條》             | ie Studio          |
| 優秀女演員   | 姚詠芝                                       | 《沒有人造衛星相撞的夜空》       | 藝堅峰             |
| 最佳舞台效果 | 《漂流》^                                    | 《漂流》^                        | 前進進戲劇工作坊   |
| 最佳舞台效果 | 《囈十話》                                   | 《囈十話》                       | 愛麗絲劇場實驗室   |
| 最佳舞台效果 | 《許三觀賣血記》                             | 《許三觀賣血記》                 | 同流               |
| 最佳舞台效果 | 《禁葬——安蒂岡妮》（東北村落版）             | 《禁葬——安蒂岡妮》（東北村落版） | 天邊外劇團         |
| 最佳舞台效果 | 《沒有人造衛星相撞的夜空》                   | 《沒有人造衛星相撞的夜空》       | 藝堅峰             |
| 最佳整體演出 | 《漂流》^                                    | 《漂流》^                        | 前進進戲劇工作坊   |
| 最佳整體演出 | 《垃圾》                                     | 《垃圾》                         | BHT THEATRE        |
| 最佳整體演出 | 《許三觀賣血記》                             | 《許三觀賣血記》                 | 同流               |

### 第七屆 (2014-2015)
第七屆香港小劇場獎在2014年5月6日假座香港演藝學院藝術長廊 舉行。年內本地公演劇目近400齣，當中近半在小劇場發表。對於是年劇作，獎項創辦人兼召集人曲飛表示：「回顧去年小劇場的作品，相信是受到雨傘運動的影響，促致不同崗位的劇場工作者創作了眾多反映社會的作品。這明顯反映出身為藝術工作者，他們如何透過藝術手段關心社會，開啟民智。」。頒獎嘉賓包括張堅庭、梁小冰、邢亮、馮浩賢、張秉權、鍾景輝、鄭惠貞、陳頌英。
| 獎項         | 候選名單 （得獎者以粗體綠底表示，並附有^號） | 劇目                             | 製作單位         |
| ------------ | -------------------------------------------- | -------------------------------- | ---------------- |
| 最佳劇本     | 陳小東                                       | 《廢柴家族》                     | BHT THEATRE      |
| 最佳劇本     | 陳煦莉                                       | 《巨型曲奇》                     | 香港話劇團       |
| 最佳劇本     | 郭翠怡                                       | 《在平坦的路上看不到日出》       | 黑目鳥劇團       |
| 最佳劇本     | 麥盈湘、袁曉珊、趙健、羅靜雯^                | 《我的50呎豪華生活》             | 影話戲           |
| 最佳導演     | 余健生                                       | 《顧。盼我。城》                 | 方外無式         |
| 最佳導演     | 馮程程^                                      | 《城市一切如常》                 | 前進進戲劇工作坊 |
| 最佳導演     | 羅靜雯                                       | 《我的50呎豪華生活》             | 影話戲           |
| 最佳女主角   | 李慧心                                       | 《From Tube to Metro》           | 顛覆盒子         |
| 最佳女主角   | 黃呈欣                                       | 《巨型曲奇》                     | 香港話劇團       |
| 最佳女主角   | 黎玉清^                                      | 《城市一切如常》                 | 前進進戲劇工作坊 |
| 最佳男主角   | 張錦程                                       | 《禁區廣場》                     | 天邊外劇團       |
| 最佳男主角   | 鄧偉傑^                                      | 《荒誕．存在》                   | 同流             |
| 最佳男主角   | 余翰廷                                       | 《廢柴家族》                     | BHT THEATRE      |
| 最佳男主角   | 張銘耀                                       | 《城市一切如常》                 | 前進進戲劇工作坊 |
| 優秀女演員   | 何穎怡                                       | 《同志公民》                     | 舞台戲藝團       |
| 優秀女演員   | 徐奕婕                                       | 《靜默邊境》                     | 小息跨媒介創作室 |
| 優秀女演員   | 鄭綺釵^                                      | 《城市一切如常》                 | 前進進戲劇工作坊 |
| 優秀男演員   | 梁偉傑                                       | 《我的50呎豪華生活》             | 影話戲           |
| 優秀男演員   | 歐陽駿                                       | 《引狼入室》                     | 香港話劇團       |
| 優秀男演員   | 楊偉倫^                                      | 《在平坦的路上看不到日出》       | 黑目鳥劇團       |
| 最佳舞台效果 | 《顧。盼我。城》                             | 《顧。盼我。城》                 | 方外無式         |
| 最佳舞台效果 | 《（而你們所知道的）中國式魔幻》             | 《（而你們所知道的）中國式魔幻》 | 前進進戲劇工作坊 |
| 最佳舞台效果 | 《我的50呎豪華生活》^                        | 《我的50呎豪華生活》^            | 影話戲           |
| 最佳整體演出 | 《靜默。邊境族》                             | 《靜默。邊境族》                 | 小息跨媒介創作室 |
| 最佳整體演出 | 《我的50呎豪華生活》^                        | 《我的50呎豪華生活》^            | 影話戲           |
| 最佳整體演出 | 《城市一切如常》                             | 《城市一切如常》                 | 前進進戲劇工作坊 |

### 第八屆 (2015-2016)
最佳劇本
- 甄拔濤《灼眼的白晨》香港話劇團

最佳導演
- 陳炳釗《電子城市》前進進戲劇工作坊

最佳女主角
- 陳麗珠《4.48精神崩潰》進劇場

最佳男主角
- 鄧宇廷《順風‧送水》香港話劇團

優秀女演員
- 潘芳芳《沙膽大娘和她的兒女》第四線劇社

優秀男演員
- 艾敬生《漁港夢百年》第二部曲「噩夢連場」天邊外劇場

最佳舞台效果
- 《行為淪喪》天台製作

最佳整體演出
- 《獅子頭上釘Banner》Arts’Options

### 第九屆 (2016-2017)
最佳劇本
- 黃呈欣《罪該萬死》藝君子劇團

最佳導演
- 黃龍斌《仲夏夜之夢》香港演藝學院

最佳女主角
- 阮韻珊《無有識死》艾菲斯劇團

最佳男主角
- 劉俊謙《天邊外》天邊外劇場

優秀女演員
- 陳凌軒《媽媽聲》三角關係

優秀男演員
- 胡俊謙《我們都在努力生活》劇場工作室

最佳舞台效果
- 《牛奶與蜜糖》天台製作 X 施標信

最佳整體演出
- 《媽媽聲》三角關係

### 第十屆 (2017-2018)
最佳劇本
- 胡境陽《聽搖滾的北京猿人》前進進戲劇工作坊

最佳導演
- 方俊杰《Lysistrata》香港演藝學院

最佳女主角
- 陳頴璇《漁港夢百年》第三部曲「大夢初醒」天邊外劇場

最佳男主角
- 郭穎東《李鍾嶽與秋瑾》荃灣青年劇藝社

優秀女演員
- 陳秄沁《西邊碼頭》前進進戲劇工作坊X埃梅劇團

優秀男演員
- 郭小杰《離地．到著》艾菲斯劇團

最佳舞台美學設計
- 《海鷗》香港演藝學院

最佳整體演出
- 《西邊碼頭》前進進戲劇工作坊 X 埃梅劇團

### 第十一屆 (2018-2019)
最佳劇本
- 郭永康《真實的謊言》窮人誌

最佳導演
- 黃龍斌《傾城無方》香港話劇團

最佳女主角
- 陸嘉琪《兒欺》香港演藝學院

最佳男主角
- 陳庭軒《真實的謊言》窮人誌

優秀女演員
- 邵美君《半入塵埃》天邊外劇場

優秀男演員
- 潘振濠《傾城無方》香港話劇團

最佳舞台美學設計
- 《復仇變奏曲》天台製作

最佳整體演出
- 《兒欺》香港演藝學院

### 第十二屆 (2019-2020)
最佳劇本
- 阮韻珊《有料呻吟》艾菲斯劇團

最佳導演
- 黃俊達《孤兒》綠葉劇團

最佳女主角
- 張紫琪《病房》香港話劇團

最佳男主角
- 薜海暉《一個人的政治：長毛》一條褲製作

優秀女演員
- 阮韻珊《有料呻吟》艾菲斯劇團

優秀男演員
- 梁嘉進《有料呻吟》艾菲斯劇團

最佳舞台美學設計
- 《山下的證詞》天台製作

最佳整體演出
- 《孤兒》綠葉劇團

### 第十三屆 (2020-2021)
2019年開始，新冠肺炎於在港肆虐，香港多個表演場地被迫關閉，令藝術工作者無法如常發表藝術創作。大會審慎考慮後，決定順延一年評選，將2020年及2021年度符合參選資格的小劇場作品延至2022年合併進行投票，並於同年頒獎。

### 第十四屆 (2021-2022)
最佳劇本
- 陳裕恆《如常…》陳裕恆作品

最佳導演
- 布韻婷、阮泓竣《Ellie, My Love》劇場空間

最佳女主角
- 陳秄沁《被縛的普羅米修斯》前進進戲劇工作坊 X 法國埃梅劇團

最佳男主角
- 陳子豐《如常…》陳裕恆作品

優秀女演員
- 彭珮嵐《被縛的普羅米修斯》前進進戲劇工作坊 X 法國埃梅劇團

優秀男演員
- 曾永舜《今晚，Omakase 夜唔夜？》同流

最佳舞台美學設計
- 前進進戲劇工作坊 X 法國埃梅劇團《被縛的普羅米修斯》

最佳整體演出
- 劇場空間《Ellie, My Love》

### 第十五屆 (2022-2023)
是屆八個常設獎項中，共有12齣作品獲提名。
獎項結果在2024年5月29日經網上公布。
評審員：曲飛（召集人）、丁羽、陳國慧、吉暝水、張振中、丁家湘、葉運強、格子、陳瑋鑫、朱琼愛、陳桂芬、張秉權、肥力、麥璇子
| 獎項             | 候選名單 （得獎者以粗體綠底表示，並附有^號） | 劇目                       | 製作單位          |
| ---------------- | -------------------------------------------- | -------------------------- | ----------------- |
| 最佳劇本         | 李偉樂                                       | 《塵落無聲》               | 劇場方程式        |
| 最佳劇本         | 許晉邦^                                      | 《半桶水》                 | 香港話劇團        |
| 最佳劇本         | 張學良                                       | 《不存在的人》             | 張學良作品        |
| 最佳劇本         | 一休                                         | 《死亡三部曲第三部：殉爆》 | 7A班戲劇組        |
| 最佳導演         | 盧宜敬                                       | 《塵落無聲》               | 劇場方程式        |
| 最佳導演         | 黃呈欣、盧宜敬                               | 《牽牛花》                 | 藝君子劇團        |
| 最佳導演         | 盧宜敬^                                      | 《半桶水》                 | 香港話劇團        |
| 最佳女主角       | 陳嘉茵                                       | 《檸檬檸檬檸檬檸》         | 同流              |
| 最佳女主角       | 文瑞興                                       | 《落地開花》               | 香港話劇團        |
| 最佳女主角       | 黃雪燁^                                      | 《死亡三部曲第三部：殉爆》 | 7A班戲劇組        |
| 最佳男主角       | 鄧偉傑                                       | 《死亡三部曲第三部：殉爆》 | 7A班戲劇組        |
| 最佳男主角       | 歐陽駿                                       | 《半桶水》                 | 香港話劇團        |
| 最佳男主角       | 張學良^                                      | 《不存在的人》             | 張學良作品        |
| 優秀女演員       | 林煒婷                                       | 《蝴蝶蘭與子宮環》         | 舞尾飛鴕 X 林煒婷 |
| 優秀女演員       | 阮煒楹                                       | 《不存在的人》             | 張學良作品        |
| 優秀女演員       | 黃瑤                                         | 《接近日出前一刻》         | 日出前劇場        |
| 優秀女演員       | 林燕婷^                                      | 《塵落無聲》               | 劇場方程式        |
| 優秀男演員       | 張焱                                         | 《匙羹》                   | 香港話劇團        |
| 優秀男演員       | 邱萬城                                       | 《死亡執行者》             | 另劇場            |
| 優秀男演員       | 陳淑儀                                       | 《塵落無聲》               | 劇場方程式        |
| 優秀男演員       | 劉煒燿                                       | 《一粒金》                 | 風車草劇團        |
| 優秀男演員       | 宋本浩^                                      | 《塵落無聲》               | 劇場方程式        |
| 最佳舞台美學設計 | 《塵落無聲》                                 | 《塵落無聲》               | 劇場方程式        |
| 最佳舞台美學設計 | 《不存在的人》^                              | 《不存在的人》^            | 張學良作品        |
| 最佳舞台美學設計 | 《半桶水》                                   | 《半桶水》                 | 香港話劇團        |
| 最佳舞台美學設計 | 《牽牛花》                                   | 《牽牛花》                 | 藝君子劇團        |
| 最佳整體演出     | 《死亡三部曲第三部：殉爆》                   | 《死亡三部曲第三部：殉爆》 | 7A班戲劇組        |
| 最佳整體演出     | 《塵落無聲》                                 | 《塵落無聲》               | 劇場方程式        |
| 最佳整體演出     | 《牽牛花》                                   | 《牽牛花》                 | 藝君子劇團        |
| 最佳整體演出     | 《半桶水》^                                  | 《半桶水》^                | 香港話劇團        |
| 最佳整體演出     | 《不存在的人》                               | 《不存在的人》             | 張學良作品        |